# Victor Bailey
Victor Bailey (Philadelphia (Pennsylvania), 27 maart 1960 - 11 november 2016) was een Amerikaanse jazzbassist.

## Achtergrond
Nadat Bailey vanwege van astma was afgekeurd voor de marine, volgde hij een opleiding aan het Berklee College of Music in Boston, hij werd er later zelf docent. Hij verwierf bekendheid als bassist bij de jazzrock-formatie Weather Report. Daarnaast speelde hij zowel op het podium als in de studio met vele andere jazz-, fusion- en mainstream-acts, waaronder David Gilmour, Madonna, Sonny Rollins, LL Cool J, Steps Ahead, Lady GaGa en Sting.
Hij had jaren last van de ziekte Charcot–Marie–Tooth disease. In 2015 moest hij daarom stoppen met muziek maken en lesgeven.
In november 2016 overleed hij op 56-jarige leeftijd.

## Discografie (selectie)
- 1983: Procession (met Weather Report)
- 1984: Domino Theory (met Weather Report)
- 1985: Sportin' Life (met Weather Report)
- 1989: Bottom's Up (solo)
- 1992: Petite Blonde (met Dennis Chambers, Mitch Forman, Chuck Loeb en Bill Evans)
- 1999: Low Blow (solo)
- 2001: That's Right (solo)
- 2005: Electric (met Larry Corryell en Lenny White)
- 2006: Traffic (met Larry Corryell en Lenny White)